# Големи Сирини
Големи Сирини (грч. Μέγα Σειρήνι, Мега Сирини) је насељено место у општини Гребен у периферији Западна Македонија, Грчка. Према попису из 2021. године био је 331 становник.
Према бугарском географу и историчару, Василу Канчову, у Големом Сирину је 1900. године живело 235 Грка хришћана и 120 Грка муслимана (Валахади). Године 1923. муслиманско становништво је принудно исељено у Турску а на њихово место је насељена 41 грчка избегличка породица, укупно 146 особа. На попису из 1928. године Големи Сирини је имао 600 становника.